# Marek Abramowicz
Marek Artur Abramowicz (ur. 6 czerwca 1945 w Chełmie) – polski naukowiec, astrofizyk. Autor przeszło 200 prac naukowych z zakresu ogólnej teorii względności, astrofizyki wysokich energii, teorii akrecji, czarnych dziur, figur równowagi gwiazd i innych. Promotor kilkunastu doktorantów, z których kilkoro zostało profesorami w renomowanych uczelniach USA, Europy i Chin (m.in. Piero Madau, Omer Blaes, Ewa Szuszkiewicz).

## Życiorys

### Pochodzenie i wykształcenie
Urodził się w Chełmie. Dzieciństwo i młodość spędził w Gdańsku, gdzie ukończył IX Liceum Ogólnokształcące. Jako uczeń tego liceum był finalistą Olimpiady Matematycznej i zdobył II miejsce w Olimpiadzie Astronomicznej. Następnie studiował matematykę i astronomię na Uniwersytecie Wrocławskim, gdzie uzyskał dyplom magistra w 1968.

### Działalność naukowa
Po ukończeniu studiów przez rok był asystentem Andrzeja Hulanickiego w Instytucie Matematycznym Uniwersytetu Wrocławskiego. Zdecydował się jednak na karierę naukową w dziedzinie fizyki i przeniósł się do Warszawy. Pracę doktorską z fizyki teoretycznej obronił na Uniwersytecie Warszawskim w 1974. Jego promotorem był Andrzej Trautman. Pracował przez wiele lat w Centrum Astronomicznym Mikołaja Kopernika PAN w Warszawie, rok na kalifornijskim Uniwersytecie Stanforda i dwa lata na Uniwersytecie Teksańskim w Austin. Od 1981, przez wiele lat, prowadził badania i wykładał w zespole kierowanym przez brytyjskiego kosmologa Dennisa Sciamę: najpierw na Uniwersytecie Oksfordzkim w Anglii, a później we włoskiej Scuola Internazionale Superiore di Studi Avanzati (SISSA) w Trieście.
W latach 1990–1994 profesor w Nordic Institute for Theoretical Physics (Nordita) w Kopenhadze. Od 1993 pracuje na Uniwersytecie w Göteborgu i Uniwersytecie Technicznym Chalmersa (w tym samym mieście), gdzie kieruje katedrą astrofizyki.
W 2004 prezydent RP nadał mu tytuł profesora. Jako profesor wizytujący od kilkunastu lat pracuje w Centrum Astronomicznym im. Mikołaja Kopernika PAN w Warszawie. Należy do kilku stowarzyszeń międzynarodowych (m.in. Międzynarodowa Unia Astronomiczna, Europejskie Towarzystwo Astronomiczne, Polskie Towarzystwo Astronomiczne) oraz jako Old Fellow do Linacre College w Oksfordzie.
W latach osiemdziesiątych pisał dla paryskiej „Kultury”. Liczne popularne artykuły Abramowicza ukazywały się w „Świecie Nauki”, „Uranii”, „Delcie”, „Scientific American”, „American Journal of Physics”, w szwedzkim „Forskning och Framsteg” i innych czasopismach. Pisuje również artykuły popularnonaukowe, np. o przeprowadzonej w 1933 przez rząd Adolfa Hitlera lustracji niemieckiej inteligencji i spowodowanym nią upadku niemieckiej matematyki i fizyki, o dacie śmierci Jezusa na krzyżu, o historii hejnału z Wieży Mariackiej, a w „Gazecie Wyborczej” również o astrologii. Bierze udział w popularnych wykładach – między innymi w czeskim obserwatorium w Ondřejovie, niedaleko Pragi. Jest częstym gościem społecznego „Uniwersytetu w Bielicach”, w którym zaprezentował dotąd 10 popularnonaukowych wykładów.
Jest autorem książki Między Bogiem a prawdą. Metafizyczne przygody roztargnionego profesora (2023) .

### Życie prywatne
Jest żonaty z Henryką Kozicką, ma dwoje dzieci: córkę Weronikę i syna Tomasza.

## Nagrody
- 2000 – Krzyż Kawalerski Orderu Zasługi Rzeczypospolitej Polskiej „za wybitne zasługi w rozwijaniu polsko-szwedzkiej współpracy naukowej”[8]
- 2007 – szwedzka Nagroda Sixtena Heymansa, przyznawana co trzy lata przez Uniwersytet w Göteborgu na przemian literatowi i uczonemu.
- 2011 – stypendium Fundacji Hasselblad. Przyznane stypendium ma charakter nagrody i jest przeznaczone na kilkumiesięczny, twórczy pobyt w należącym do Fundacji zamku Grez-sur-Loing.
- 2023 – Medal Bohdana Paczyńskiego przyznany przez Polskie Towarzystwo Astronomiczne[9].